# Монте Гримано Терме
Монте Гримано Терме (итал. Monte Grimano Terme) је насеље у Италији у округу Пезаро и Урбино, региону Марке.
Према процени из 2011. у насељу је живело 430 становника. Насеље се налази на надморској висини од 511 м.

## Становништво
| 1931. | 1936. | 1951. | 1961. | 1971. | 1981. | 1991. | 2001. | 2011. |
| ----- | ----- | ----- | ----- | ----- | ----- | ----- | ----- | ----- |
| 2.316 | 2.342 | 2.244 | 1.630 | 1.208 | 1.130 | 1.094 | 1.155 | 1.166 |